# Miélan
Miélan is een gemeente in het Franse departement Gers (regio Occitanie). De plaats maakt deel uit van het arrondissement Mirande. Miélan telde op 1 januari 2022 1.132 inwoners.

## Geografie
De oppervlakte van Miélan bedroeg op 1 januari 2022 21,88 vierkante kilometer; de bevolkingsdichtheid was toen 51,7 inwoners per km².

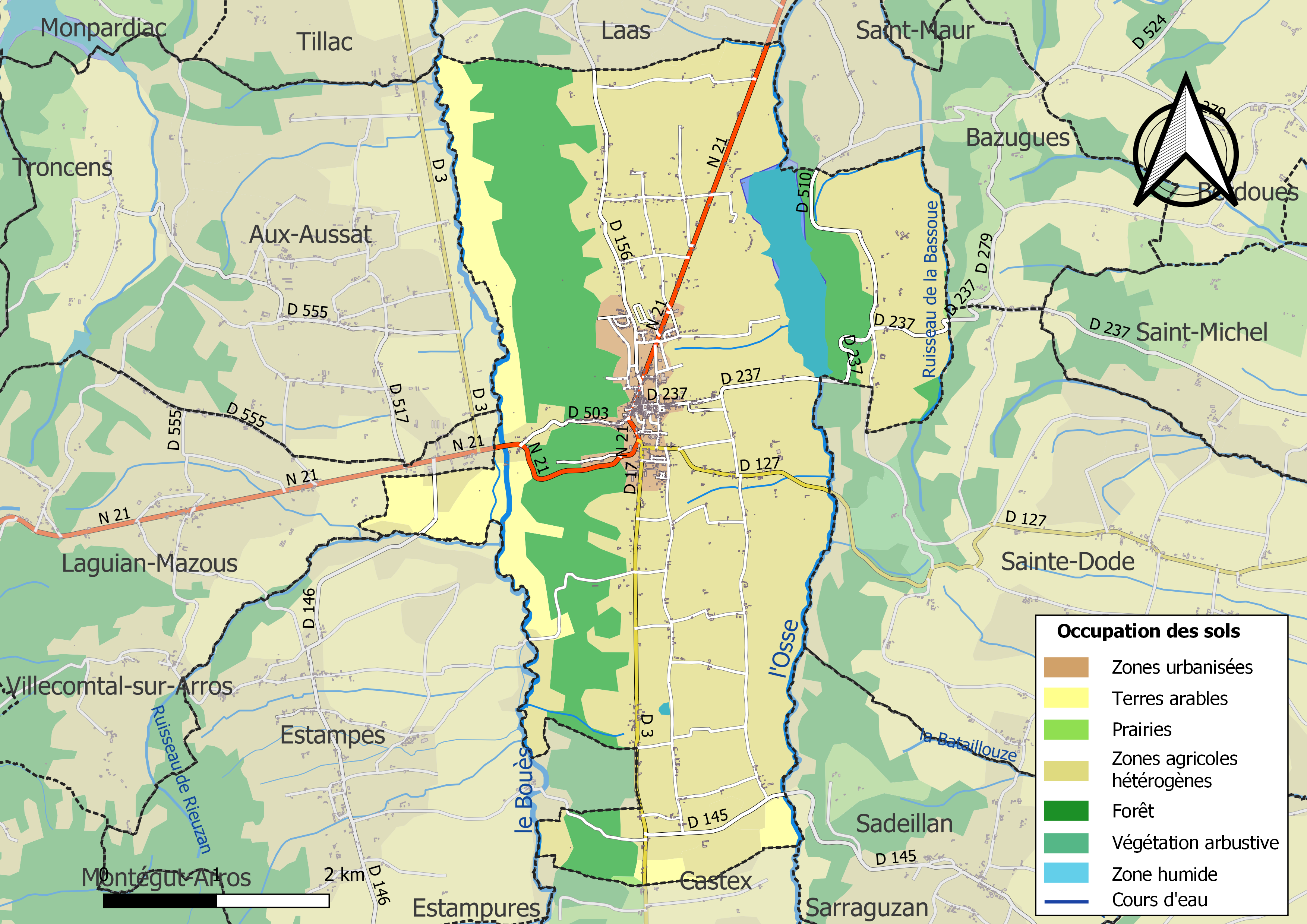
Kaart van de gemeente met belangrijkste infrastructuur, bodemgebruik en omliggende gemeenten

## Demografie
Onderstaande figuur toont het verloop van het inwonertal (bron: INSEE-tellingen).